# Lokacja (technika)
Lokacja (łac. locatio) – sposób określania położenia i wyznaczania kierunku i prędkości ruchu obiektów. Do sposobów lokacji należy:
- radiolokacja
- hydrolokacja
- termolokacja[2].

Urządzenia wykorzystywane w celu lokacji określa się jako lokatory.